# Борсуков, Николай Николаевич
Николай Николаевич Борсуков (бел. Мікалай Мікалаевіч Барсукоў; род. 30 ноября 1982, Минск) — белорусский футболист, игравший на позиции защитника.

## Игровая карьера
В футбол пришёл в 6-летнем возрасте в СДЮШОР «Динамо». Первый тренер — Иван Иванович Савостиков. Выступал за дубль минского «Динамо», позже сыграл в основном составе и перешёл в витебский «Локомотив». Позже не один сезон играл за такие команды, как «Белшина» (Бобруйск) и ФК «Сморгонь». В 2011 году продолжил игровую карьеру в Польше, где играл до 2013 года. В 2014 перешёл в «Ислочь».